# Lanfert
Lanfert ist ein Ortsteil der Stadt Schmallenberg in Nordrhein-Westfalen.

## Geografie
Der Ortsteil Lanfert liegt 1,8 km östlich von Bödefeld und 0,8 km westlich von Walbecke an der Landesstraße 740, die diese beiden Orte verbindet. Durch den Ort fließt die Valme. Das Landschaftsschutzgebiet Valmetal grenzt an Lanfert.

## Geschichte
Der Hof Lanfert wurde 1835 vom Inhaber der Bödefelder Solstätte Drannemer erbaut, die eine der größten der Freiheit Bödefeld war. Der neue Hof wurde vor einer Landwehr errichtet, wovon sich der Name „Lanfert“ ableitet. Am 1. Januar 1975 wurde Lanfert mit der Gemeinde Bödefeld-Freiheit in die Stadt Schmallenberg eingegliedert.